# Euphyia grumata
Euphyia grumata là một loài bướm đêm trong họ Geometridae.